# Edward Everett

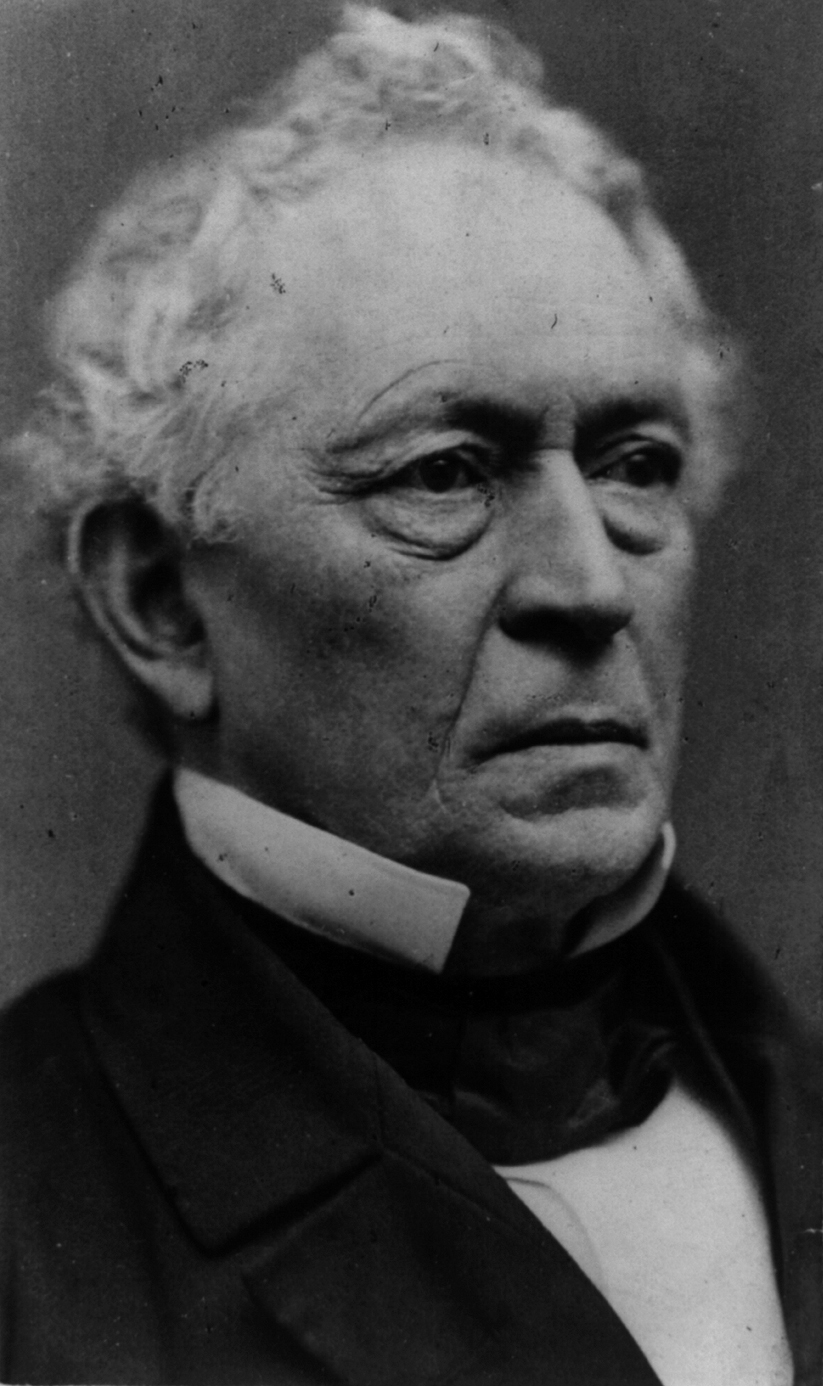
Edward Everett

Edward Everett (* 11. April 1794 in Boston, Massachusetts; † 15. Januar 1865 ebenda) war ein US-amerikanischer Politiker der Whig Party. Er war von 1836 bis 1840 Gouverneur von Massachusetts und von November 1852 bis März 1853 Außenminister der Vereinigten Staaten. Zudem war er von 1846 bis 1849 Präsident der Harvard University.

## Leben
Edward Everett wurde 1794 in Boston als Sohn des Predigers Oliver Everett und der Lucy (Hill) Everett geboren. Er studierte Theologie an der Harvard University, an der er 1811 seinen Abschluss machte. Danach war er als unitarischer Pastor in seiner Heimatstadt Boston tätig. 1815 nahm er einen Ruf an die Harvard University zum Eliot Professor of Greek Literature an; doch bevor er die Professur antrat, unternahm er eine Forschungs- und Studienreise nach Europa. Er studierte an der Universität Göttingen und wurde 1817 als erster Amerikaner zum Dr. phil. promoviert. 1819 trat er seine Harvard-Professur an, 1820 wurde er in die American Academy of Arts and Sciences und 1831 in die American Philosophical Society gewählt.
Von 1825 bis 1835 war er Mitglied des US-Repräsentantenhauses und von 1836 bis 1840 Gouverneur von Massachusetts. Danach war er zunächst als Nachfolger von Andrew Stevenson amerikanischer Gesandter im Vereinigten Königreich sowie anschließend Professor für Griechische Geschichte an der Harvard University, als deren Präsident er von 1846 bis 1849 auch fungierte.
Am 6. November 1852 holte ihn Präsident Millard Fillmore in sein Kabinett und machte ihn zum Außenminister, als Nachfolger für den verstorbenen Daniel Webster. Everett hielt dieses Amt inne bis zum 4. März 1853, als auch Fillmores Amtszeit als Präsident zu Ende ging. Sein Nachfolger wurde William L. Marcy. Nach seiner kurzen Zeit als Außenminister diente er als Senator im US-Senat. Bei der Präsidentschaftswahl 1860 trat er für die Constitutional Union Party als Kandidat für das Amt des Vizepräsidenten an, scheiterte jedoch an Abraham Lincolns Kandidaten für das Amt, Hannibal Hamlin.
Am 19. November 1863 wurde bei Gettysburg in Pennsylvania einer der größten Soldatenfriedhöfe des Sezessionskrieges eingeweiht. Edward Everett war der Hauptredner der Zeremonie, gefolgt von Präsident Abraham Lincoln, der sein legendäres Grußwort „Gettysburg Address“ sprach. Am Tag darauf lobte Everett Lincolns Rede in einem Brief an ihn: “I should be glad, if I could flatter myself that I came as near to the central idea of the occasion, in two hours, as you did in two minutes.” (deutsch: „Ich könnte mich glücklich schätzen, wenn ich behaupten könnte mich dem Kern der Sache in zwei Stunden soweit angenähert zu haben, wie es Ihnen in zwei Minuten gelungen ist.“)
Die Stadt Everett im Middlesex County sowie der Berg Mount Everett im Berkshire County sind nach Edward Everett benannt. Sein Sohn William saß von 1893 bis 1895 ebenfalls für Massachusetts im Kongress.